# Santiago Cáseres
|  | No s'ha de confondre amb Santiago Casares Quiroga. |

Santiago Cáseres (25 de febrer de 1997) és un futbolista professional argentí que juga de centrecampista defensiu pel Club América, cedit pel Vila-real CF.